# ابوبکر سلیم
ابوبکر سلیم (انگلیسی: Abubakar Salim؛ زادهٔ ۷ ژانویهٔ ۱۹۹۳) بازیگر و صداگذار اهل بریتانیا است. او در چندین بازی یوبی‌سافت مانند اساسینز کرید ریشه‌ها نقش صداگذاری و ضبط حرکت داشته‌است و در مجموعه‌های تلویزیونی مانند بزرگ‌شده توسط گرگ‌ها نیز فعالیت بازیگری داشته‌است.

## ابتدای زندگی
او در هرتفوردشر از خانواده‌ای نسل اول کنیایی زاده شد. پدر او یک مهندس نرم‌افزار زیراکس و مادرش یک مراقب بود. او فعالیت بازیگری خود را در ۱۶ سالگی در تئاتر ملی جوانان آغاز کرد.

## فیلم‌شناسی
| سال        | عنوان                | نقش          | یادداشت | م.    |
| ---------- | -------------------- | ------------ | ------- | ----- |
| ۲۰۱۷       | اساسینز کرید ریشه‌ها  | بایک از سیوه |         | [ ۲ ] |
|            | جیمزتاون             | پدرو         |         | [ ۲ ] |
| ۲۰۲۰-اکنون | بزرگ‌شده توسط گرگ‌ها   | پدر          |         | [ ۳ ] |
| ۲۰۲۰       | اساسینز کرید والهالا | بایک از سیوه |         |       |